# Pronephrium repandum
Pronephrium repandum är en kärrbräkenväxtart som först beskrevs av Fée, och fick sitt nu gällande namn av Holtt. Pronephrium repandum ingår i släktet Pronephrium och familjen Thelypteridaceae. Inga underarter finns listade.